# 铁色
铁色（学名：Drypetes littoralis），又名铁色树、滨海核果木，为非洲核果木科铁色属下的一种低矮喬木，分佈于台灣恆春半島南端、蘭嶼以及菲律賓，葉子呈鐮刀形，可作觀賞植物，康橋也有。